# 1. B HRL 1999./2000.
1.B hrvatska rukometna liga je bila liga drugog ranga hrvatskog rukometnog prvenstva u sezoni 1999./2000.

## Ljestvica
| poz. | klub                        | ut. | pob. | rem. | por. | g+  | g-  | bod     |
| ---- | --------------------------- | --- | ---- | ---- | ---- | --- | --- | ------- |
| 1.   | Plomin Linija Rudar (Labin) | 22  | 17   | 2    | 3    | 556 | 460 | 36      |
| 2.   | EKOL Ivančica (Ivanec)      | 23  | 15   | 1    | 7    | 586 | 526 | 31      |
| 3.   | Badel 1862 II (Zagreb)      | 22  | 15   | 0    | 7    | 618 | 533 | 30      |
| 4.   | Arena (Pula)                | 22  | 13   | 2    | 7    | 516 | 462 | 28      |
| 5.   | Bjelovar (Bjelovar)         | 22  | 14   | 0    | 8    | 558 | 513 | 28      |
| 6.   | Virovitica (Virovitica)     | 22  | 12   | 2    | 8    | 577 | 549 | 28      |
| 7.   | Dubrava (Zagreb)            | 22  | 9    | 3    | 10   | 573 | 553 | 21      |
| 8.   | Crikvenica (Crikvenica)     | 22  | 9    | 1    | 12   | 510 | 533 | 19      |
| 9.   | Industrogradnja (Zagreb)    | 22  | 8    | 3    | 11   | 531 | 543 | 19      |
| 10.  | Trogir (Trogir)             | 22  | 7    | 3    | 12   | 490 | 514 | 17      |
| 11.  | Zadar (Zadar)               | 22  | 2    | 1    | 19   | 422 | 575 | 5       |
| 12.  | Opuzen Slivno (Opuzen)      | 22  | 3    | 0    | 19   | 252 | 410 | 0 (-10) |

### Kvalifikacije za 1.A ligu
| klub1               | klub2                  | rezultati    |
| ------------------- | ---------------------- | ------------ |
| PIPO IPC (Čakovec)  | Arena (Pula            | 35:21, 25:27 |
| Bjelovar (Bjelovar) | Ekol Ivančica (Ivanec) | 23:21, 18:22 |

## Poveznice
- 1.A HRL 1999./2000.
- 2. HRL 1999./2000.
- Hrvatski kup 1999./2000.